# Charlots Charlottes
 (juin 2015).
Si vous disposez d'ouvrages ou d'articles de référence ou si vous connaissez des sites web de qualité traitant du thème abordé ici, merci de compléter l'article en donnant les références utiles à sa vérifiabilité et en les liant à la section « Notes et références ».
Pour les articles homonymes, voir Charlot et Charlotte.
Pour plus de détails, voir Fiche technique et Distribution.
Charlots Charlottes est un projet de comédie française inaboutie de Denis Amar, d'après un scénario de Bertrand Blier. Ce projet devait montrer Les Charlots dans un côté plus dramatique.
Le projet a été abandonné à la suite d'un désaccord entre Les Charlots et leur producteur Christian Fechner, ce dernier ne voulant pas que Les Charlots tournent un film sans lui. Cela a valu la séparation du groupe avec Christian Fechner et Jean-Guy Fechner, frère de Christian et membre du groupe.

## Synopsis
Le film suit la vie d'un groupe (joué par Les Charlots) au travers de ses concerts, des galas auquel ils participent et des vies sentimentales de ses membres... Le groupe devenant de plus en plus populaire, des mésententes naissent ou s'amplifient, ce qui précipite sa chute, tous les membres étant tués lors d'une bagarre dans une discothèque.

## Fiche technique
- Titre : Charlots Charlottes
- Réalisation : Denis Amar
- Scénario, adaptation et dialogues : Bertrand Blier
- Production : Choucroute International Production
- Musique : Les Charlots (Gérard Rinaldi, Gérard Filippelli, Jean Sarrus, Jean-Guy Fechner)
  - C'était une fille, chanson composée par Gérard Filippelli sur des paroles de Bertrand Blier
- Langue originale : français
- Genre : Comédie dramatique

Pays :  France

## Distribution
- Les Charlots :
  - Gérard Rinaldi : Gérard, le leader du groupe
  - Gérard Filippelli : Phil, le guitariste
  - Jean Sarrus : Jeannot, le bassiste
  - Jean-Guy Fechner : Jean-Guy, le batteur

## Naissance puis abandon du projet
Le projet naît à la suite d'une rencontre entre Les Charlots et Bertrand Blier : le groupe racontant à ce dernier leurs histoires en galas, tournages, etc., celui-ci imagine en faire un film intitulé Charlots Charlottes. De son côté, Christian Fechner, le producteur de tous les films précédents du groupe, qui n'est pas au courant du projet de Blier, produit le film L'Aile ou la Cuisse. Mais, peu de temps avant le tournage du film de Bertrand Blier, une dispute éclate entre Fechner et Les Charlots, ces derniers révélant l'existence d'un projet sans Fechner. Ce dernier se sépara du groupe et racheta le scénario à Bertrand Blier, mettant ainsi un terme au projet et à la collaboration entre lui et Les Charlots.